# إريس أدريان
إريس أدريان (بالإنجليزية: Iris Adrian)‏ هي راقصة وممثلة أمريكية، ولدت في 29 مايو 1912 في لوس أنجلوس في الولايات المتحدة، وتوفيت في 17 سبتمبر 1994 في هوليوود في الولايات المتحدة.

## أعمال

### أفلام
- (1948) الوجه الأمهق

## وصلات خارجية
- إريس أدريان على موقع IMDb (الإنجليزية)
- إريس أدريان على موقع ألو سيني (الفرنسية)
- إريس أدريان على موقع ميوزك برينز (الإنجليزية)
- إريس أدريان على موقع أول موفي (الإنجليزية)
- إريس أدريان على موقع قاعدة بيانات برودواي على الإنترنت (الإنجليزية)
- إريس أدريان على موقع قاعدة بيانات الأفلام السويدية (السويدية)
- إريس أدريان على موقع إن إن دي بي (الإنجليزية)
- إريس أدريان على موقع ديسكوغز (الإنجليزية)
- إريس أدريان على موقع قاعدة بيانات الفيلم (الإنجليزية)
- إريس أدريان على موقع كينوبويسك (الروسية)